# ويل كوتن
ويل كوتن (بالإنجليزية: Will Cotton)‏ هو رسام أمريكي، ولد في 1965 في ميلروز في الولايات المتحدة.